# Pam-Chito
Nerio Alberto Borges Bracho (Maracaibo, 6 de diciembre de 1943-Caracas, 21 de marzo de 2016), más conocido por su seudónimo Pam-Chito, fue un caricaturista venezolano. 

## Biografía
Desde finales de los años setenta colaboró con los principales periódicos marabinos, comenzando con "Humorven", caricatura diaria publicada por el diario "Crítica". A comienzos de los años 1980 crea la tira cómica diaria "Coquimbo" y el suplemento dominical infantil "Pitoquito", ambos publicados por el diario "Panorama", periódico muy influyente en el Zulia. "Coquimbo" narra las aventuras de un simpático niño de la calle (llamado Coquimbo) y su particular mascota: una hormiga llamada "Mingoña" (en el argot popular marabino, "una mingoña" de algo es una porción muy pequeña). Una compilación de sus mejores tiras cómicas fue publicada por Ediciones Seleven en 1985 con el título "Coquimbo 1".
En 1989 comienza su colaboración regular con el semanario humorístico "El Camaleón", dirigido por los reconocidos humoristas Manuel Graterol Santander (Graterolacho) y Luis Muñóz-Tébar (Lumute), colaboración que mantuvo hasta el año 2010.
Desde el año 1996 publica una caricatura diaria con el título "La Pistolada de Hoy" y una página semanal titulada "El Querrequerre" en el diario "Notitarde", de Valencia, Estado Carabobo. Ambas secciones le han valido el reconocimiento de las autoridades del estado en varias ocasiones.
También se desempeñó durante mucho tiempo como director de arte de importantes agencias publicitarias de Maracaibo, ha participado en exposiciones colectivas de pintura, ha sido el creador de los logotipos de numerosas instituciones, entre las que destaca el Instituto Zuliano de la Cultura, ENELVEN (empresa que suministra electricidad a Maracaibo), y los desaparecidos Banco Popular y Banco Comercial de Maracaibo.
En el año 1980 realizó una exposición de caricaturas de las personalidades más influyentes del acontecer zuliano en la Galería Durban. En 2000, una muestra de su trabajo para "Notitarde" fue expuesta en el Ateneo de Valencia.
Falleció en Caracas el 21 de marzo de 2016 debido a complicaciones de la diabetes que padecía.